# 氟硅酸钾
氟硅酸钾（Potassium fluorosilicate），别名硅氟化钾，化学式K2SiF6。分子量220.26。

## 天然存在
氟硅酸钾以Hieratit 和Demartinit 的形式天然存在。

## 性质
白色无臭无味六方或立方结晶或粉末。相对密度3.08（六方）或2.665（立方，17°C）。有吸湿性。微溶于水，可溶于盐酸，溶解度随温度升高而略有增加。不溶于醇。在热水中水解生成硅酸和氟化氢。有毒！
氟硅酸钾是立方晶系的，空间群 Fm3m (No. 225)。第二种形态（空间群 P63mc (No. 186)）也是已知的。

## 制备
由氟硅酸与氯化钾或氢氧化钾反应而成。
{\displaystyle {\rm {\ H_{2}SiF_{6}+2KCl\rightarrow K_{2}SiF_{6}+2HCl}}}

## 用途
用作防腐蚀材料，木材防腐剂，冶金中镁和铝冶炼的助剂，钾玻璃、光学玻璃和不透明玻璃的制造原料。也用于制取杀虫剂、有机中间体、化学分析、陶瓷和合成云母等。